# Propylon

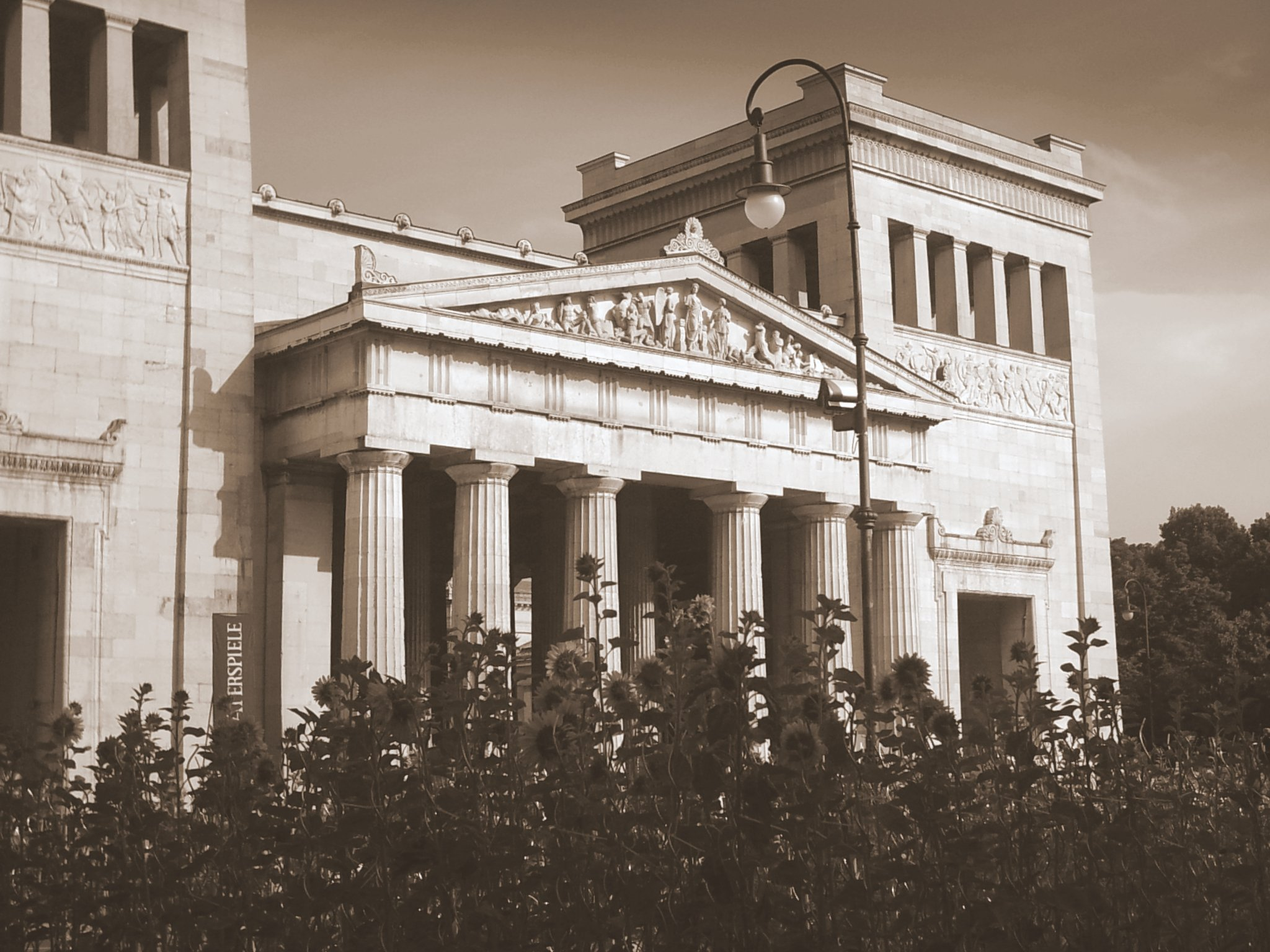
Propyläen in München vom Lenbachhaus aus gesehen

Als Propylon (von altgriechisch πρόπυλον ‚etwas vor dem Tor‘; Plural πρόπυλα Propyla; auch προπύλαιον Propylaion, Plural προπύλαια Propylaia, eingedeutscht Propyläen) wird der Torbau bezeichnet, der in den üblicherweise durch Mauern umgrenzten Bezirk (Temenos) griechischer Heiligtümer, später auch in andere öffentliche Gebäude und Anlagen führt.
Für bestimmte Torbauten wurden in der Antike die Pluralform Propylaia oder Propyla verwendet. Da dies auch für kleiner dimensionierte Toranlagen gilt, bleibt die Begriffsunterscheidung zu Propylon unklar.

## Geschichte
Bereits aus mykenischer Zeit sind in der Burg von Tiryns (14./13. Jahrhundert v. Chr.) Torbauten bekannt, die in ihren Grundzügen der später üblichen Form entsprechen. Nach längerer Unterbrechung sind Propylonbauten erst wieder in archaischer Zeit vorerst in Form recht bescheidener Giebelbauten belegt.
Die Grundform des Propylon umfasst eine Türwand seltener mit einer, meist mit mehreren Öffnungen, und zwar üblicherweise in ungerader Anzahl. Vor die Türwand treten seitlich Mauerzungen (Anten), die eine mit einem Giebel überdachte Vorhalle tragen, bei größeren Spannweiten durch Säulen unterstützt. Für freistehende Propylonbauten wurden der doppelantenförmige oder der amphiprostyle Bau zur geläufigen Form.

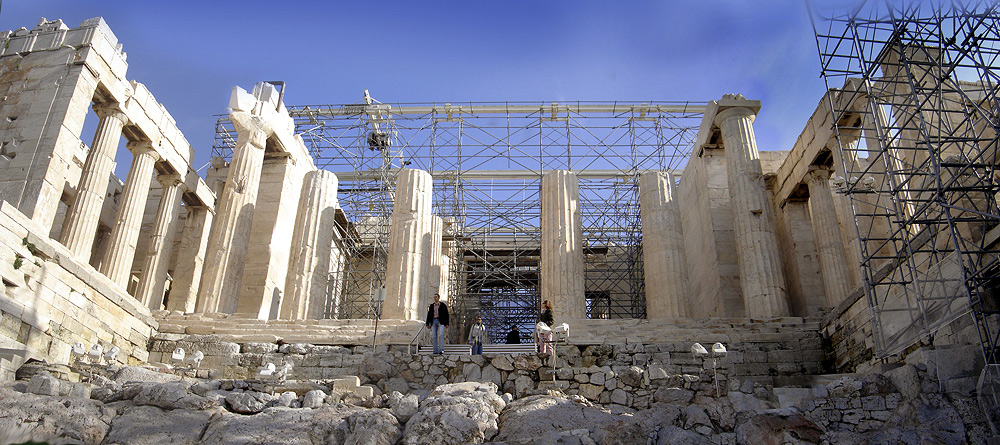
Die Propyläen der Akropolis von Athen

Die Propyläen der Akropolis von Athen, in klassischer Zeit unter Perikles ab dem Jahr 437 v. Chr. durch den Architekten Mnesikles erbaut, erreichen bis dahin unvorstellbare Größe und sind der bedeutendste und zugleich ungewöhnlichste Torbau. Es handelt sich um einen Komplexbau. An einen Mittelbau, den eigentlichen Torbau, sind seitlich niedrigere Hallen als Flügel angefügt, die den Aufweg umfassen und einen Vorplatz bilden. Weitere geplante Anbauten auf der dem Heiligtum zugewandten Seite wurden nicht mehr ausgeführt. Die Torwand des Mittelbaus wird von fünf Toren durchbrochen; die Fronten des Baus sind von Giebeln bekrönt und umfassen jeweils sechs dorische Säulen, die vor die Anten gestellt sind. Im Innern der äußeren Halle säumen ionische Säulen den mittleren Weg und tragen die Kassettendecke und das Dach.
Im Hellenismus findet der architektonisch ausgestaltete Torbau weiteste Verbreitung und zeichnet den Zugang eines jeden öffentlichen Gebäudes aus. Sogar bei Privathäusern wird dieser in ähnlicher Weise, wenn auch in schlichterer Form als sogenanntes Prothyron ausgebildet.
In der frühen Kaiserzeit treten neue Typen von Torbauten auf, sogenannte Bogentore und Aedikulatore, deren Fronten mit Aedikulen geschmückt sind.